# Порденоне

Порденоне (італ. Pordenone, вен. Pordenon) — місто та муніципалітет в Італії, у регіоні Фріулі-Венеція-Джулія, столиця провінції Порденоне.
Порденоне розташоване на відстані близько 460 км на північ від Рима, 95 км на захід від Трієста.
Населення — 51 632 особи (2014).
Щорічний фестиваль відбувається 25 квітня. Покровитель — Святий євангеліст Марко.

## Демографія
Населення за роками:

Станом на 1 січня 2023 року в муніципалітеті офіційно проживало 7777 іноземців з 108 країн, серед них 2218 громадян країн Євросоюзу та 383 громадяни України.

## Релігія
- Центр Конкордіє-Порденонської діоцезії Католицької церкви.

## Особи, пов'язані з містом
- Марчелло Фоголіно (1483-1558 ?), художник доби відродження.

## Уродженці
- Іван Проведель (*1994) — італійський футболіст, воротар.

## Сусідні муніципалітети
- Аццано-Дечимо
- Корденонс
- Фіуме-Венето
- Пазіано-ді-Порденоне
- Порчія
- Прата-ді-Порденоне
- Ровередо-ін-П'яно
- Сан-Куіріно
- Цоппола

## Галерея зображень

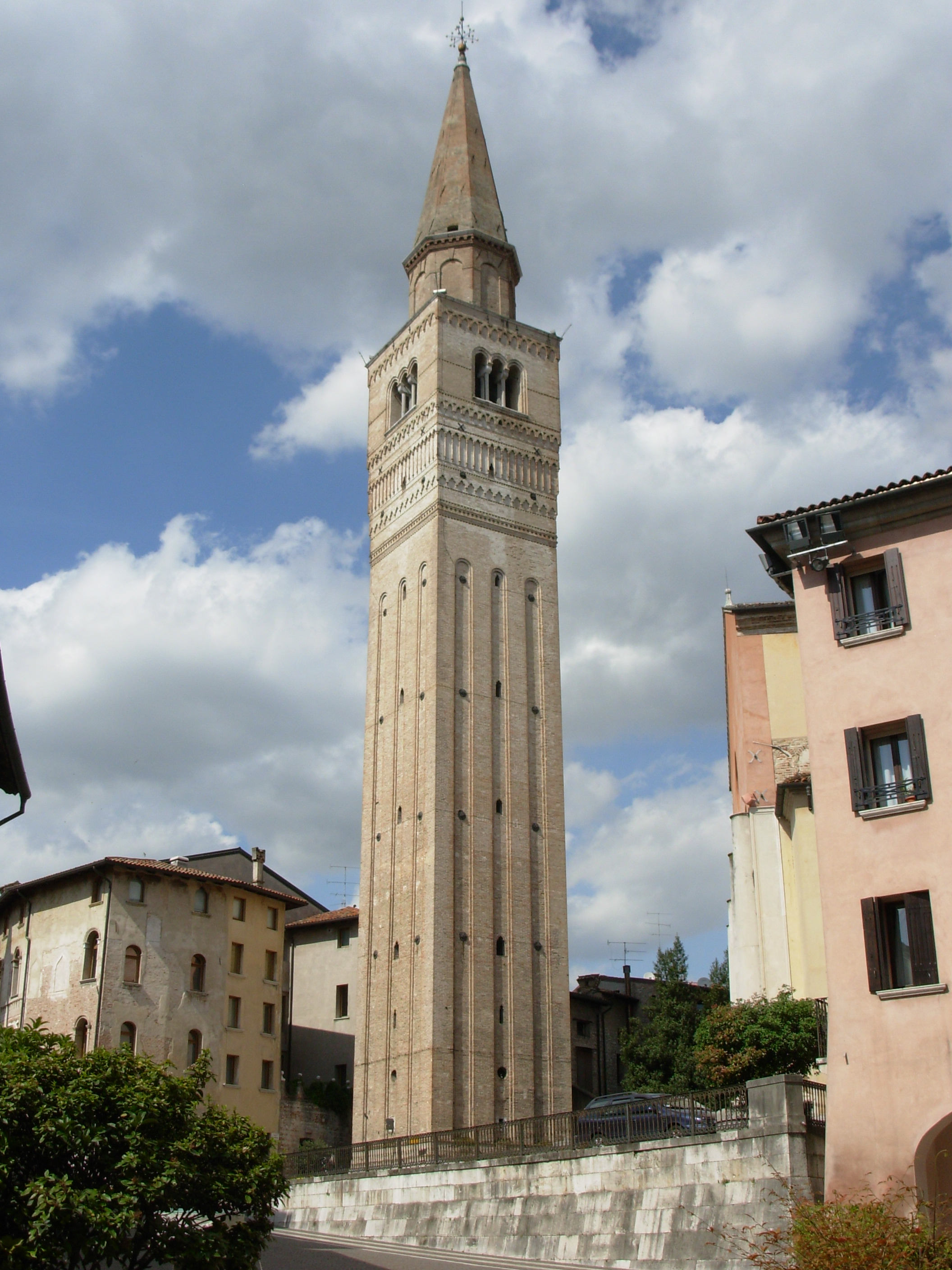
Il campanile del Duomo
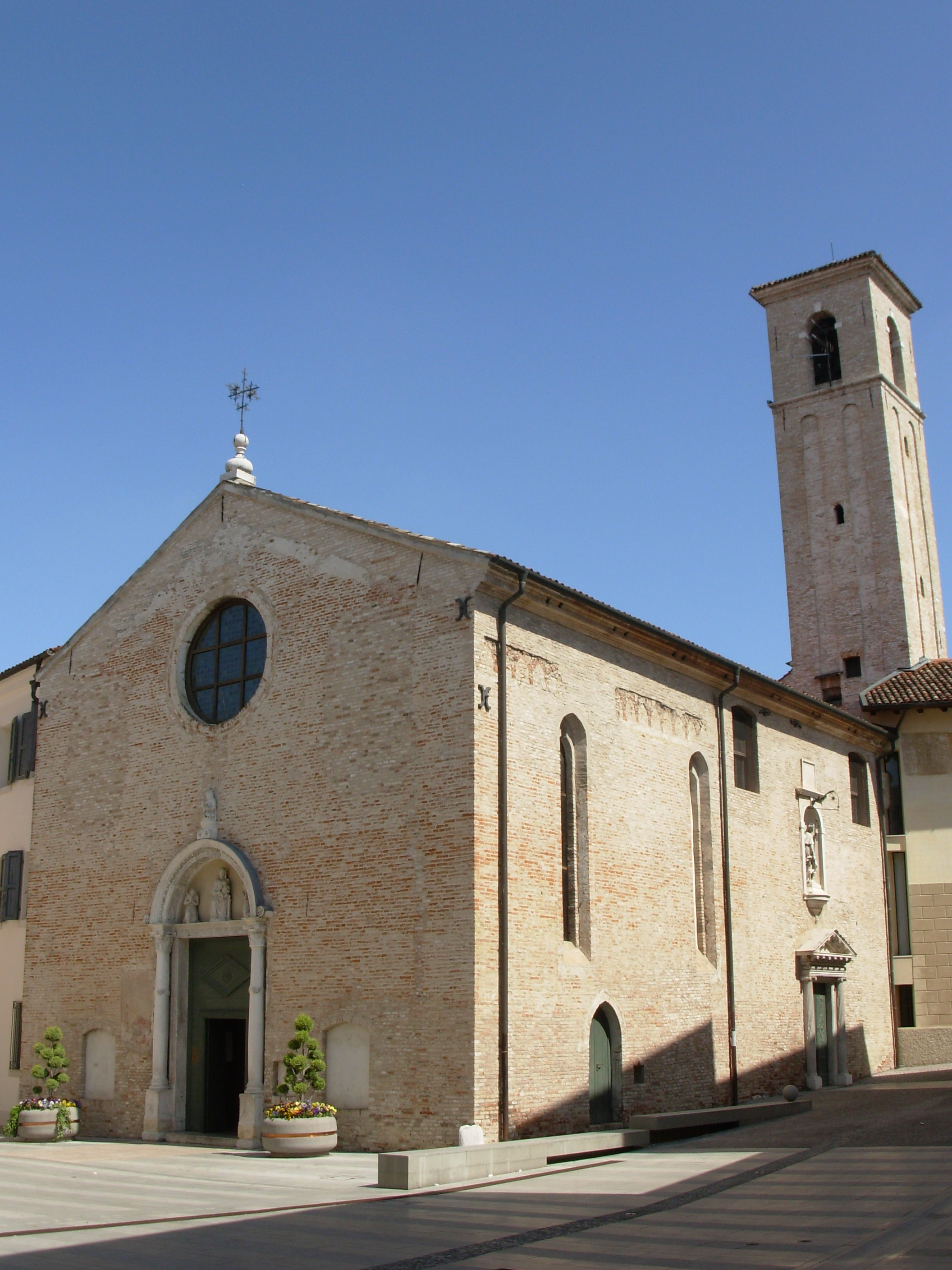
Chiesa di Santa Maria degli Angeli
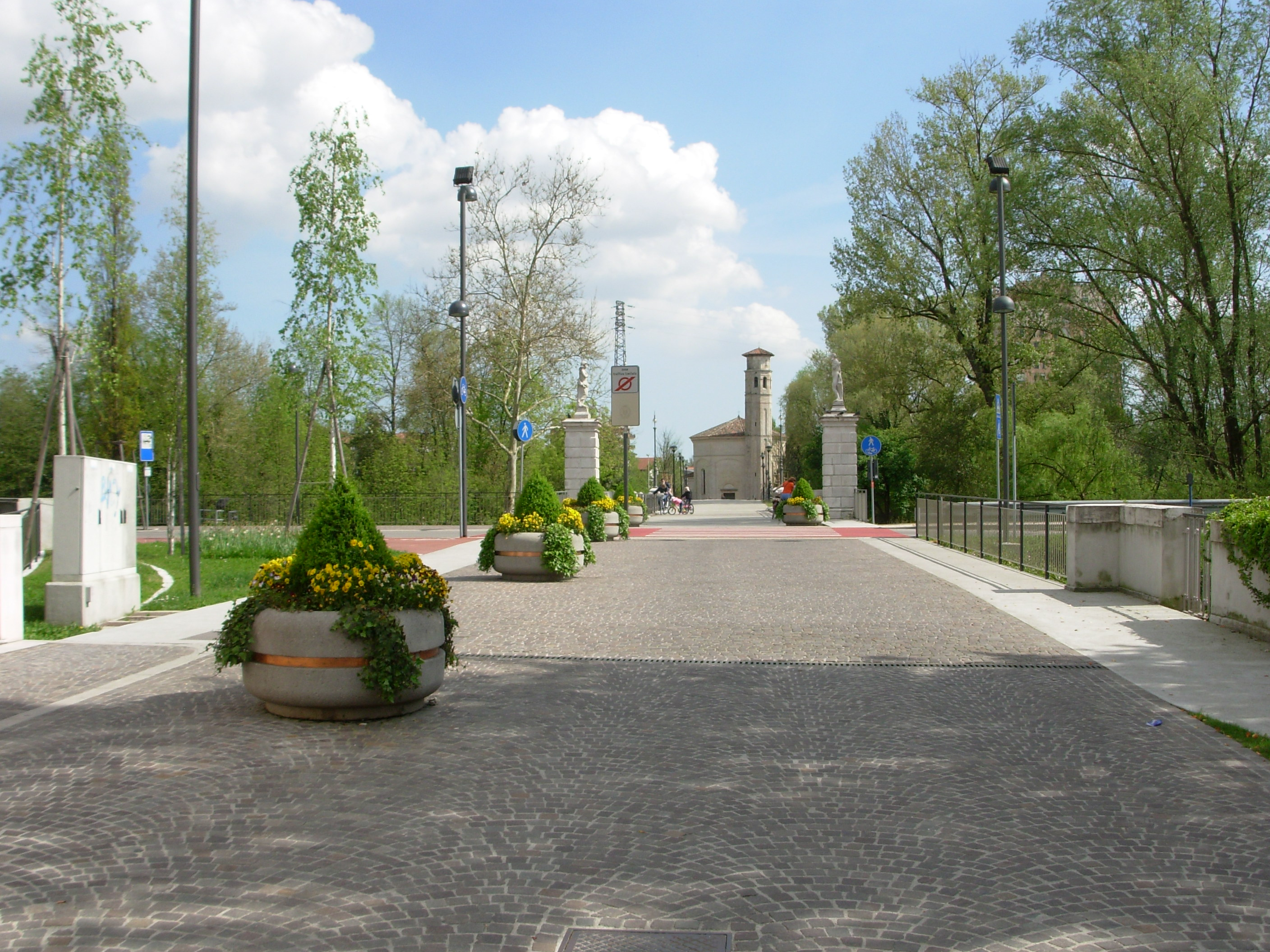
Chiesa della Santissima Trinità da Via San Marco
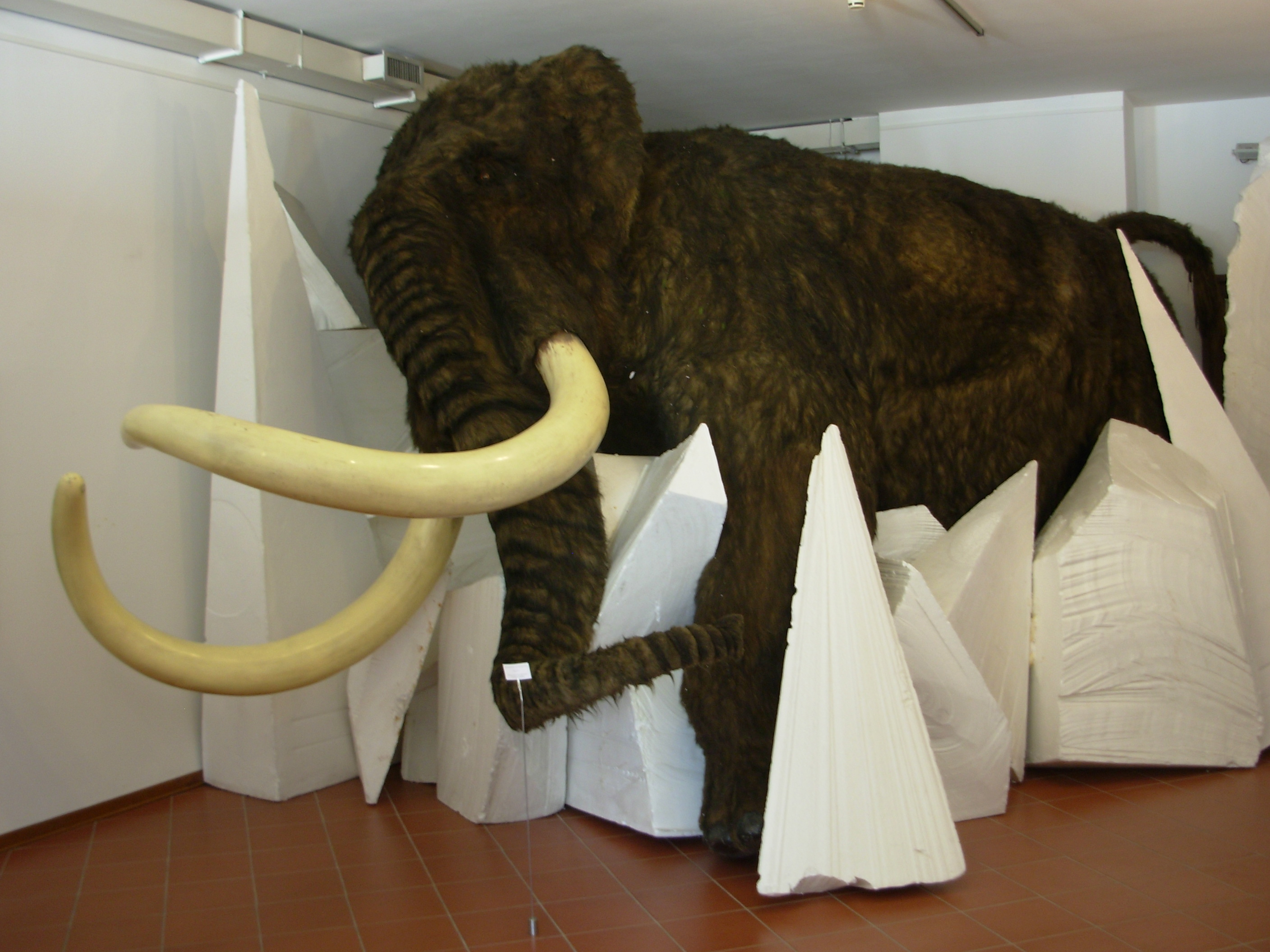
Museo Civico di Storia Naturale